# HRŠK Jadran Zagreb
Hrvatski radnički športski klub Jadran Zagreb bio je hrvatski nogometni klub iz Zagreba.
Postao je član Jugoslavenskog nogometnog saveza 20. srpnja 1919. Klub je ugašen u srpnju 1920.

## Učinak po sezonama
Izvor:
| Sezona    | Razred | Liga                                      | Broj momčadi | Mjesto | Sus. | Pob. | Neo. | Por. | Po.p. | Pr.p. | Bod. |
| --------- | ------ | ----------------------------------------- | ------------ | ------ | ---- | ---- | ---- | ---- | ----- | ----- | ---- |
| 1919.     | II.    | II. razred Prvenstva Hrvatske i Slavonije | 9            | 9.     | 8    | 0    | 1    | 7    | 4     | 39    | 1    |
| 1919./20. | II.    | II. A razred Prvenstva ZNP                | 8            | 8.     | 7    | 0    | 1    | 6    | 3     | 22    | 1    |